# Royal Greenwich Observatory
Royal Greenwich Observatory, nogle gange forkortet RGO efter at det flyttede fra Greenwich til Herstmonceux efter anden verdenskrig. Det oprindelige observatorium ligger på en bakke i Greenwich Park med udsigt over Themsen, og er opført på det sted, hvor Greenwich Castle tidligere lå. Observatoriet har spillet en stor rolle inden for astronomi og navigation og er best kendt som stedet, hvor den første Nulmeridianen går igennem.
Observatoriet blev bestilt i 1675 af Kong Charles 2., og den første sten blev lagt 1. august dette år. Stedet blev valgt af Sir Christopher Wren. Samtidig oprettede kongen også titlen som Astronomer Royal, som skulle lede observatoriet. Han udnævnte John Flamsteed som den første kongelige astronom. Bygningen blev færdiggjort i 1676. Bygningen bliver ofte kaldt "Flamsteed House" efter ham.
Det videnskabelige arbejde fra observatoriet blev flyttet til andre steder i første halvdel af 1900-tallet, og området fremstår i dag som et museum, der er åbent for offentligheden.
På tårnet hejses den røde tidskugle kort før middag, hvor den sænkes præcis klokken 12 Greenwich Mean Time, så flådens skibe kunne sættes deres skibsur.